# 73358 Kitwhitten
73358 Kitwhitten este o planetă minoră (asteroid), cu un diametru de 5,668 km, din centura de asteroizi. A fost descoperită pe 17 mai 2002 la Observatorul Palomar de Near Earth Asteroid Tracking. 
Obiectul prezintă o orbită caracterizată de o semiaxă mare de 2,7815156558055 UAi, o excentricitate de 0,065121814855899, o înclinație de 3,7434300760115 ° în raport cu ecliptica.